# Helios Klinikum Aue

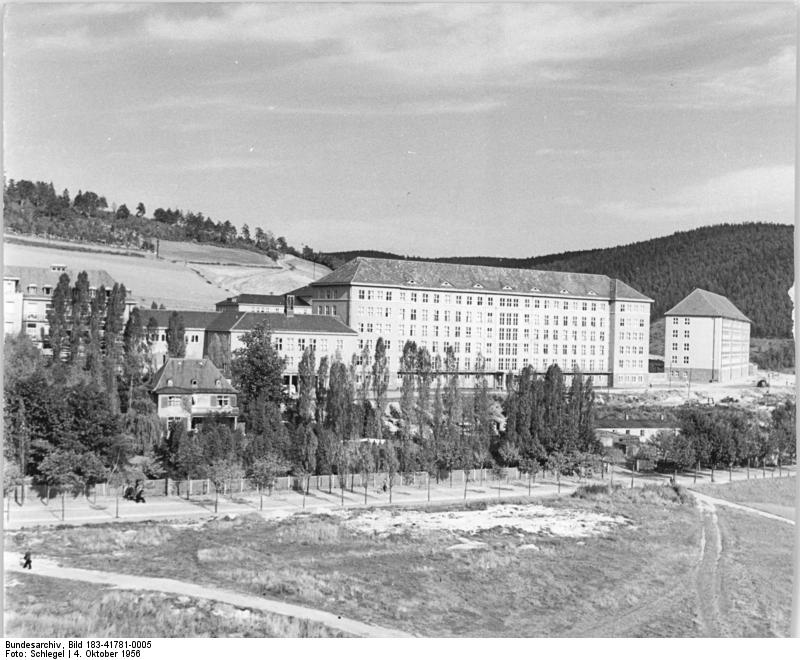
Ansicht der Bauten des Kreiskrankenhauses Aue
im Jahr 1956

Das Helios Klinikum Aue, im Jahr 1931 im Stadtteil Aue-Zelle eröffnet, ist das Krankenhaus für die Stadt Aue-Bad Schlema und deren Einzugsbereich. In der DDR trug es den Namen des KPD-Landtagsabgeordneten und Landrats Ernst Scheffler. Nach der deutschen Wiedervereinigung wurde es von den Helios-Kliniken übernommen und erhielt den heutigen Namen. Das Helios Klinikum Aue ist Akademisches Lehrkrankenhaus der Technischen Universität Dresden.

## Geschichte

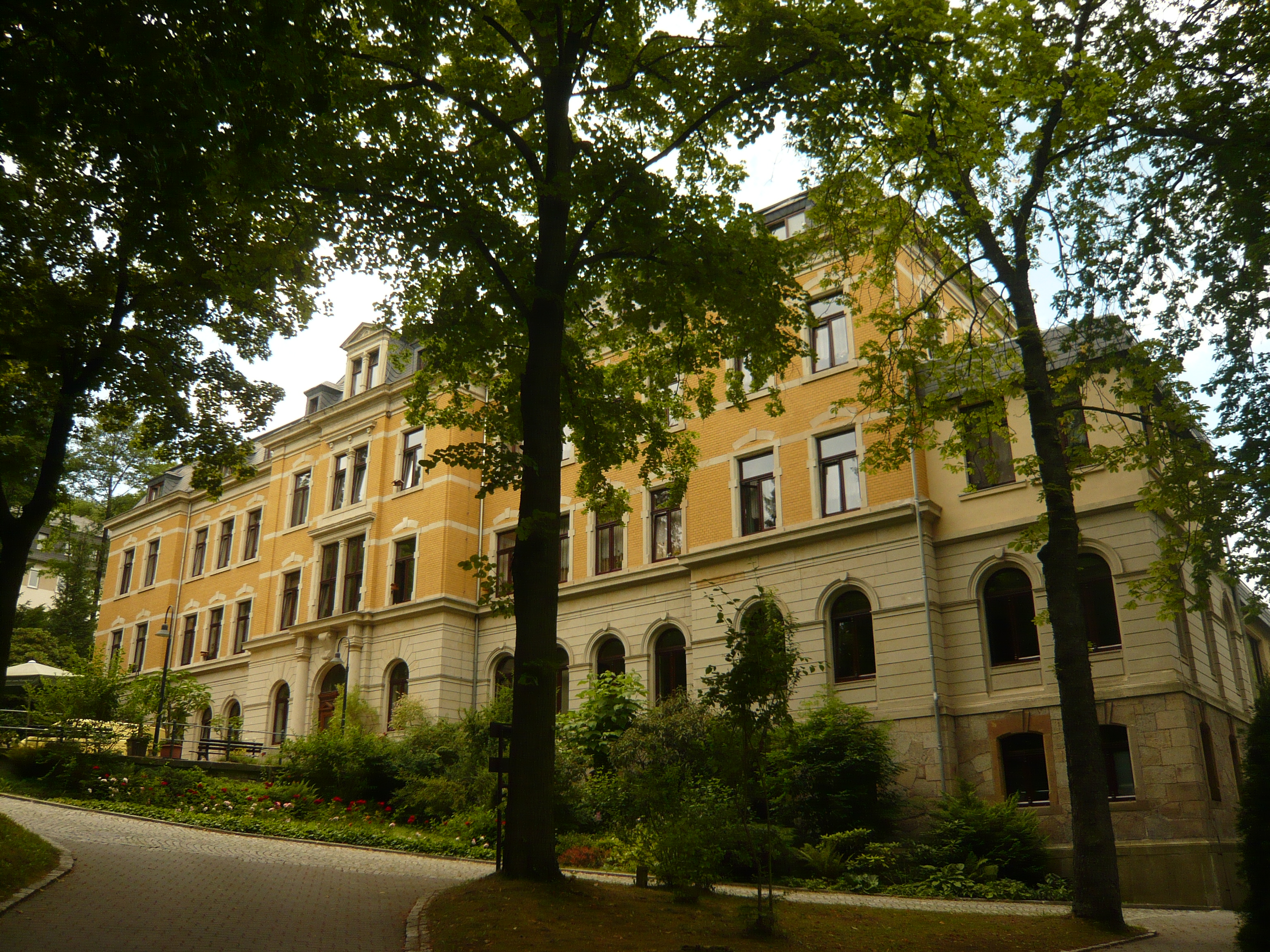
Sächsisches Diakonissenhaus ZION, zwischen 1946 und 1996 Standort der Kinderklinik

### 19. Jahrhundert bis 1945
Ein erstes provisorisches Krankenhaus, das die bis dahin praktizierte medizinische Versorgung durch niedergelassene Ärzte ergänzte, eröffnete die Stadtverwaltung im Jahr 1891 im Obergeschoss der Auer Mädchenschule. Nachdem dieses durch einen Brand im Jahr 1909 nicht mehr nutzbar war und wegen des Zuzugs von Familien infolge der Industrialisierung beschloss der Stadtrat einen Neubau auf dem Zeller Berg, Adresse Gartenstraße 6. Der Gebäudekomplex konnte 1931 eröffnet werden. Einige Abteilungen des Krankenhauses dienten im Zweiten Weltkrieg als Lazarett. Zugleich wurden auch Schulen und Teile von Wohnhäusern als Hilfskrankenhäuser genutzt.

### 1945 bis 1990
Als sich nach dem Ende des Krieges, einerseits durch Flüchtlinge aus den ehemaligen deutschen Ostgebieten und andererseits durch den Uranerzbergbau, die Anzahl der Einwohner mehr als verdoppelte, erfolgte eine umfangreiche Erweiterung der Krankenhauseinrichtungen: die Häuser 2, 3 und 4 wurden bis 1954 errichtet, eine Augen-, eine Hals-, Nasen- und Ohrenklinik konnten eröffnet werden. Außerdem kamen ambulante Praxen hinzu. Die zum Klinikum Aue gehörige Kinderklinik eröffnete im Jahr 1946 im Sächsischen Gemeinschafts-Diakonissenhaus ZION an der Schneeberger Straße in Aue. Ihre Wurzeln liegen in der 1927 gegründeten Kinderklinik von Tilsit in Ostpreußen, welche im Jahr 1944 nach einem Bomben-Volltreffer evakuiert werden musste. Dabei wurde die ganze Klinik samt Personal, Patienten und Inventar auf Güterzüge verladen und nach mehreren kurzen Zwischenstationen im heutigen Polen und im westlichen Erzgebirge (Arbeiterheim Bermsgrün, drei Pensionen in Schlema) im Haupthaus und in einem Nebengebäude des Diakonissenhauses in Aue untergebracht. Die Frauenklinik wurde 1953 nach dreijähriger Bauzeit in einem Neubau in der Semmelweissiedlung im Nachbarort Schlema (Ortsteil Oberschlema) eröffnet.
Im Jahr 1958 erhielt das Klinikum den Namen seines Förderers Ernst Scheffler. Hier wurde 1960 unter Wolfgang Kaden die erste DDR-eigene künstliche Niere Aue I entwickelt, im Jahr 1967 folgte Aue II. 1972 zogen die HNO- und die Augenklinik in das der Frauenklinik in Schlema benachbarte ehemalige Mutterschutzheim um. In den 1970er und 1980er Jahren wurden stetig weitere Fachbereiche eingerichtet, schließlich eröffnete 1986 die Rettungsstelle im Krankenhaus.

### Seit 1990
Nach der deutschen Wiedervereinigung, im Jahr 1991 wurde das Krankenhaus in Klinikum Aue umbenannt und ging zum 1. Januar 1998 in den Besitz der Helios Kliniken über.
Die ambulanten Praxen wurden nun zu selbstständigen Ärztehäusern umgewandelt.

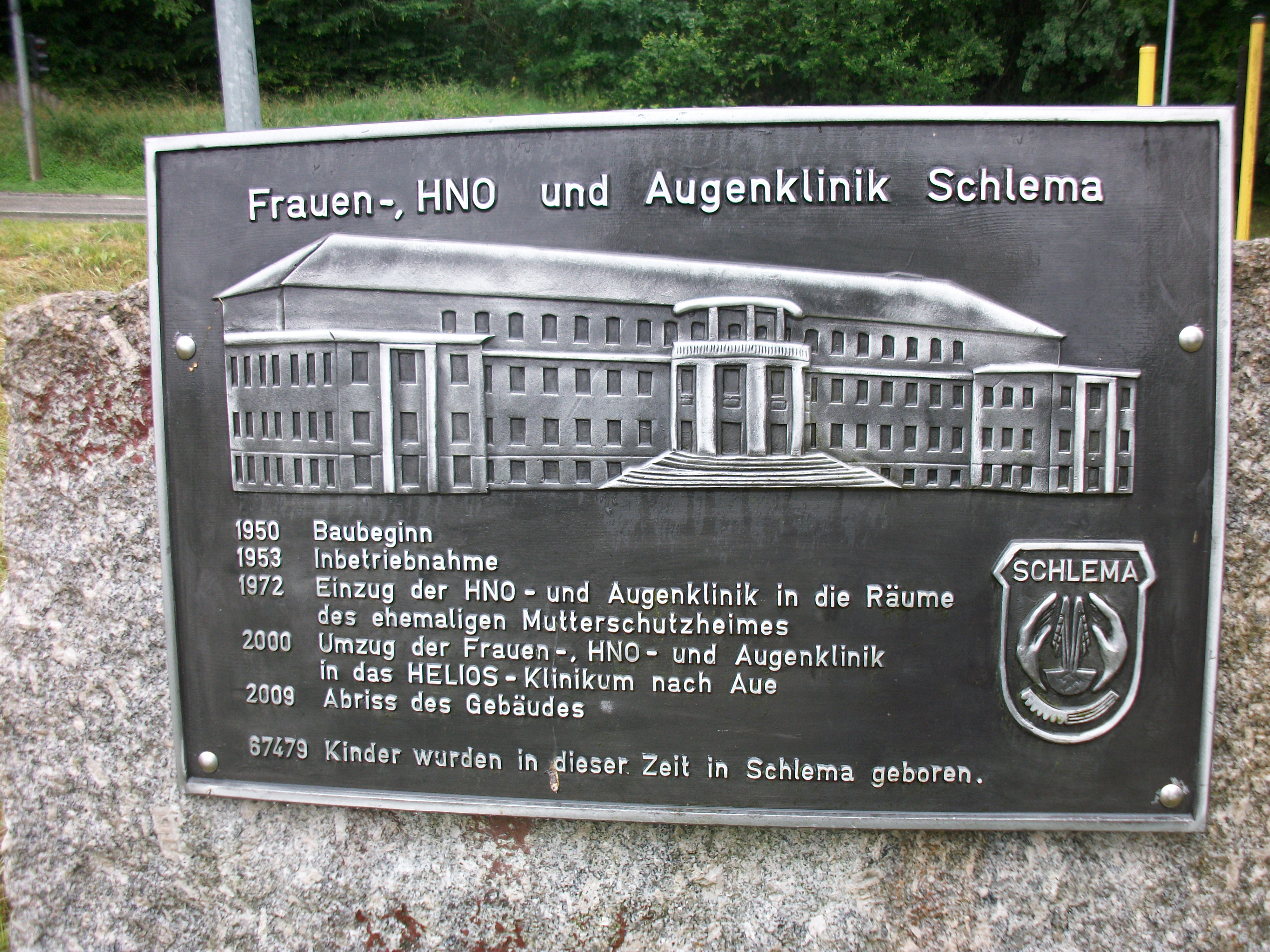
Gedenktafel der ehemaligen Frauen-, HNO- und Augenklinik nahe des ehemaligen Standorts in Oberschlema (1953 bis 2000, Gebäude im Jahr 2009 abgerissen)

Im Jahr 1996 wurde das Klinikum Akademisches Lehrkrankenhaus der Medizinischen Fakultät Carl Gustav Carus der Technischen Universität Dresden. Die Kinderklinik wurde im Jahr 1996 vom Standort Diakonissenhaus an der Schneeberger Straße an den Hauptstandort in der Gartenstraße auf dem Zeller Berg verlegt.
Seit Beginn des 21. Jahrhunderts arbeiten in der Einrichtung rund 1000 Mitarbeiter und jährlich werden etwa 55.000 Patienten stationär behandelt. Es bietet rund 700 Betten (Stand 2015)
1996 erhielt das Krankenhaus einen Hubschrauberlandeplatz und neue Parkplätze. Die Frauen,- Augen- und HNO-Kliniken zogen im Jahr 2000 vom Standort Schlema, Semmelweissiedlung an den Standort Aue, Gartenstraße um. Der Abriss des nun leer stehenden Gebäudes in Bad Schlema erfolgte 2009. An das Gebäude erinnert eine Gedenktafel in der Nähe des einstigen Standorts. Im Jahr 2010 wurde das Haus A des ersten Krankenhausbaus auf dem Zeller Berg in Aue abgerissen und für rund 16 Millionen Euro an seiner Stelle ein Neubau errichtet. Der Freistaat Sachsen stellte dazu einen Förderbetrag von 12,2 Mio Euro bereit. Weitere Neubauten wurden in den Folgejahren realisiert, so entstand bis Ende 2015 das Haus F zur Erweiterung der Klinik für Onkologie und Palliativmedizin. Architekt war Michael Keitel.
Im Jahr 2018 wurden im Klinikum 27.389 vollstationäre, 93 teilstationäre und 37.282 ambulante Behandlungen durchgeführt.

## Medizinische Einrichtungen
Das Klinikum verfügt über folgende medizinische Fachbereiche (Auswahl):
- Anästhesie und Intensivmedizin
- Augenheilkunde
- Chirurgie: 
Allgemein-, Gefäß–, Minimalinvasive, Thorax-, Unfall-, Viszeral-, Wirbelsäulen-
- Dermatologie
- Gastroenterologie / Hepatologie
- Geburtshilfe und Gynäkologie
- Geriatrie
- Hals-Nasen-Ohrenheilkunde
- Infektiologie
- Kardiologie
- Kinder- und Jugendmedizin
- Neurologie
- Notfallzentrum
- Onkologie / Hämatologie
- Orthopädie
- Palliativmedizin
- Pneumologie
- Psychiatrie und Psychotherapie
- Radiologie
- Schilddrüsenzentrum Erzgebirge
- Schlaf- und Beatmungsmedizin
- Schmerztherapie
- SPZ – Sozialpädiatrisches Zentrum
- Stroke Unit
- Urologie und Kinderurologie
- Zentrale Therapieabteilung

Auf dem Krankenhausgelände befinden sich außerdem zehn Medizinische Versorgungszentren und eine Beratungsstelle für Diabetes-Patienten.